# 濱口功聖
濱口 功聖（はまぐち こうせい、1998年4月11日 - ）は、福岡県福津市出身のサッカー選手。ヴェロスクロノス都農所属。ポジションは、DF。

## 来歴
2020年10月2日に、鹿児島ユナイテッドFCより来期加入の内定が発表された。同時に、日本サッカー協会より「2020年JFA・Jリーグ特別指定選手」として認定されたことを発表された（鹿児島ユナイテッドFCにとっては初のJFA・Ｊリーグ特別指定選手）背番号は37。
2022年、九州サッカーリーグに所属するヴェロスクロノス都農へ期限付き移籍。同年11月25日、鹿児島ユナイテッドFCは、期限付き移籍期間満了と契約満了を発表。3日後の11月28日、濱口はカンセキスタジアムとちぎで行われたJリーグ合同トライアウトに出場した。
2023年1月6日、昨シーズン期限付き移籍していたヴェロスクロノス都農へ加入する事が発表された。

## 所属クラブ
- 上西郷WestKids
- 2011年 - 2013年 アビスパ福岡U-15
- 2014年 - 2016年 アビスパ福岡U-18
- 2017年 - 2020年 鹿屋体育大学
  - 2020年10月 - 12月  鹿児島ユナイテッドFC（特別指定選手）
- 2021年 -  鹿児島ユナイテッドFC
  - 2022年 -  ヴェロスクロノス都農（期限付き移籍）

## 個人成績
| 国内大会個人成績 | 国内大会個人成績 | 国内大会個人成績 | 国内大会個人成績 | 国内大会個人成績 | 国内大会個人成績 | 国内大会個人成績 | 国内大会個人成績 | 国内大会個人成績 | 国内大会個人成績 | 国内大会個人成績 | 国内大会個人成績 |
| 年度             | クラブ           | 背番号           | リーグ           | リーグ戦         | リーグ戦         | リーグ杯         | リーグ杯         | オープン杯       | オープン杯       | 期間通算         | 期間通算         |
| 年度             | クラブ           | 背番号           | リーグ           | 出場             | 得点             | 出場             | 得点             | 出場             | 得点             | 出場             | 得点             |
| 日本             | 日本             | 日本             | 日本             | リーグ戦         | リーグ戦         | リーグ杯         | リーグ杯         | 天皇杯           | 天皇杯           | 期間通算         | 期間通算         |
| ---------------- | ---------------- | ---------------- | ---------------- | ---------------- | ---------------- | ---------------- | ---------------- | ---------------- | ---------------- | ---------------- | ---------------- |
| 2019             | 鹿屋体大         | 3                | -                | -                | -                | -                | -                | 2                | 0                | 2                | 0                |
| 2020             | 鹿屋体大         | 3                | -                | -                | -                | -                | -                | 3                | 0                | 3                | 0                |
| 2021             | 鹿児島           | 37               | J3               | 0                | 0                | -                | -                | 1                | 0                | 1                | 0                |
| 2022             | 都農             | 5                | 九州             |                  |                  | -                | -                |                  |                  |                  |                  |
| 通算             | 日本             | 日本             | J3               | 0                | 0                | -                | -                | 1                | 0                | 1                | 0                |
| 通算             | 日本             | 日本             | 九州             |                  |                  | -                | -                |                  |                  |                  |                  |
| 通算             | 日本             | 日本             | 他               | -                | -                | -                | -                | 5                | 0                | 5                | 0                |
| 総通算           | 総通算           | 総通算           | 総通算           | 0                | 0                | -                | -                | 6                | 0                | 6                | 0                |

- 2020年は特別指定選手

## 代表・選抜歴
- 2018年 ： 国体鹿児島県成年男子代表選出[6]
- 2019年 ： 国体鹿児島県成年男子代表選出[7]
- 2020年 ： 九州大学選抜選出[8]